# Schendylops virgingordae
Schendylops virgingordae is een duizendpotensoort uit de familie van de Schendylidae. De wetenschappelijke naam van de soort is voor het eerst geldig gepubliceerd in 1960 door Crabill.